# Ukrainian Institute of Modern Art

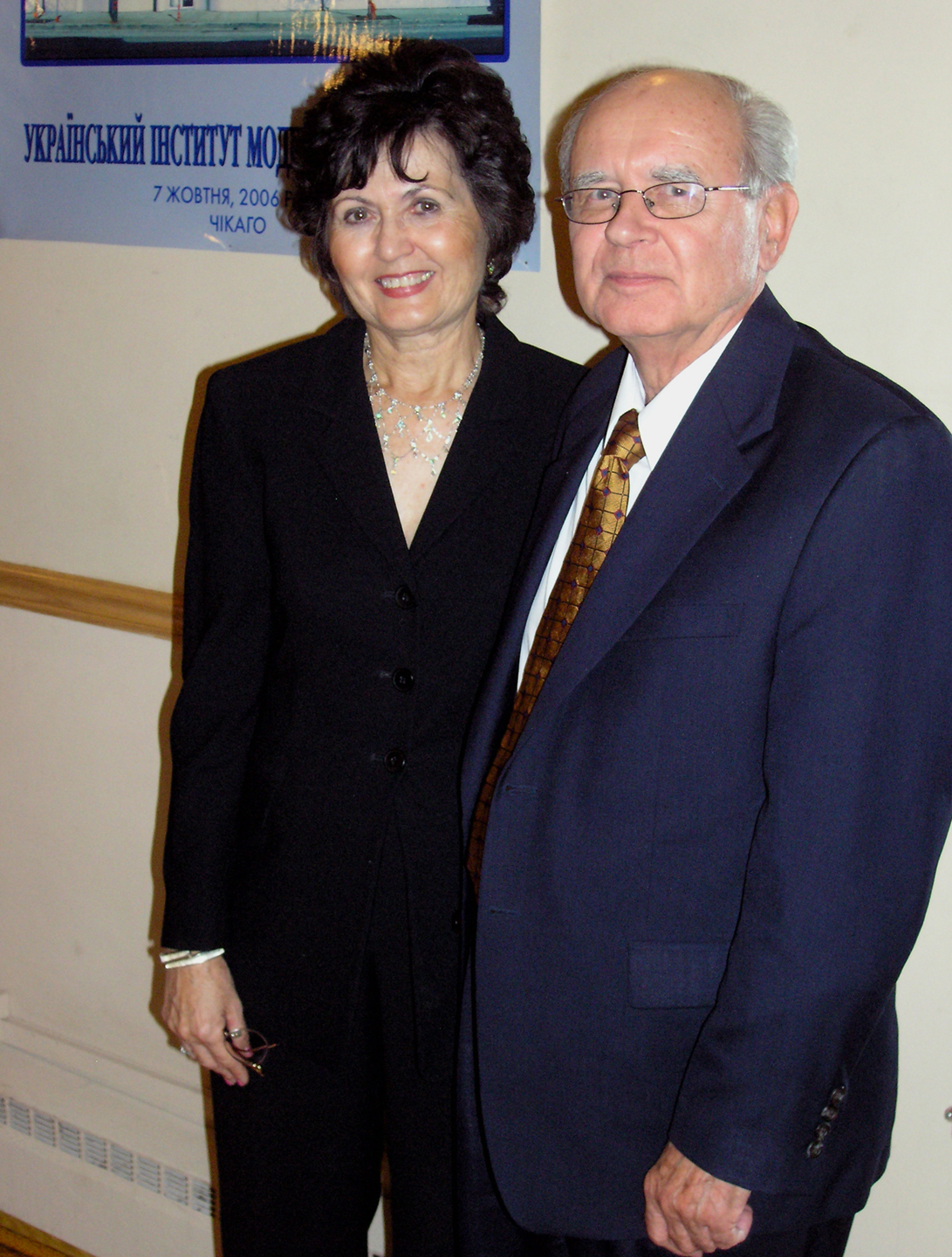
Oleg Koverko, président de l'UIMM, et responsable de la section littéraire de l'Institut, Vira Bodnaruk

Ukrainian Institute of Modern Art (Institut Ukrainien de l'art moderne) est un musée d'art moderne situé à Chicago (États-Unis). Le musée possède des programmes tels que  des cours d'expositions culturelles, des événements littéraires, des projections de films et des récits de musique. UIMA a été fondé en 1971 par le docteur Achille Chreptowsky au cœur du quartier d'Ukrainian Village à Chicago.
Cinq à six expositions majeures sont tenues dans la galerie principale qui occupe une superficie de 2100 pieds carrés. Trois galeries hébergent une collection permanente qui inclut le travail d'artistes provenant de Chicago.